# 高山松寄生
高山松寄生（学名：[Arceuthobium pini] 错误：{{Lang}}：文本有斜体标记（帮助））为桑寄生科油杉寄生属下的一个种。

## 扩展阅读
- 維基物種上的相關：高山松寄生